# Mads Bryde Andersen
Mads Bryde Andersen (født 25. september 1958) er en dansk jurist og dr. jur. Han er professor i formueret ved Københavns Universitet.
Han er endvidere redaktør for den litterære afdeling af Ugeskrift for Retsvæsen og formand for Juridisk Forening for København.
Mads Bryde Andersen har tidligere været formand for Finanstilsynet, Radio- og tv-nævnet, IT-sikkerhedsrådet og for Indskydergarantifonden. Han var i 12 år formand for Dansk Internet Forum.
Mads Bryde Andersen forsker bl.a. i IT-ret.